# Jabouilleia naungmungensis
La ratina de Naung Mung (Jabouilleia naungmungensis) es una especie de ave paseriforme de la familia Pellorneidae endémica de Birmania.

## Hallazgo
Esta especie de ave fue descubierta en el año 2004 en Birmania cerca de la remota aldea de Naung Mung, en el estado de Kachin, y fue descrita en el año 2005, por los naturalistas John H. Rappole, Swen C. Renner, Nay Myo Shwe & Paul R. Sweet.

## Distribución y hábitat
Esta especie habita en las laderas de la selva tropical lluviosa del Subhimalaya birmano, y hasta el momento no se tienen muchos datos sobre sus costumbres ya que no ha estudiado en profundidad. 